# Vian (Nordland)
Pour les articles homonymes, voir Vian (homonymie).
Vian est une localité du comté de Nordland, en Norvège.

## Géographie
Administrativement, Vian fait partie de la kommune de Vestvågøy.